# 사천초등학교 (충북)
사천초등학교는 대한민국 충청북도 청주시 청원구에 있는 공립 초등학교이다.

## 학교 연혁
- 2001.12. 1 사천초등학교 설립 인가
- 2005. 3. 1 사천초등학교 개교(21학급)
- 2005. 3. 1 사천초등학교 병설유치원 개원(2학급)
- 2008. 3. 1 특수학급 1학급 신설
- 2009. 03 - 2012. 02 교육과학기술부지정 사교육 없는 학교 운영
- 2010. 03 - 2012. 02 충청북도교육청 지정 교육실습 협력학교 운영
- 2012. 2.17 제6회 졸업(졸업생 154명 총 852명)
- 2012. 3. 1 제4대 황두연 교장 부임
- 2012. 3. 1 충청북도교육청 지정 방과후학교 연구학교 운영
- 2013. 2.15 제7회 졸업(졸업생 178명, 총 1030명)
- 2015. 3. 1 제6대 김대연 교장 부임

## 참고 자료
- 사천초등학교 - 한국교육학술정보원 학교알리미